# سباق باريس روبيه 1999

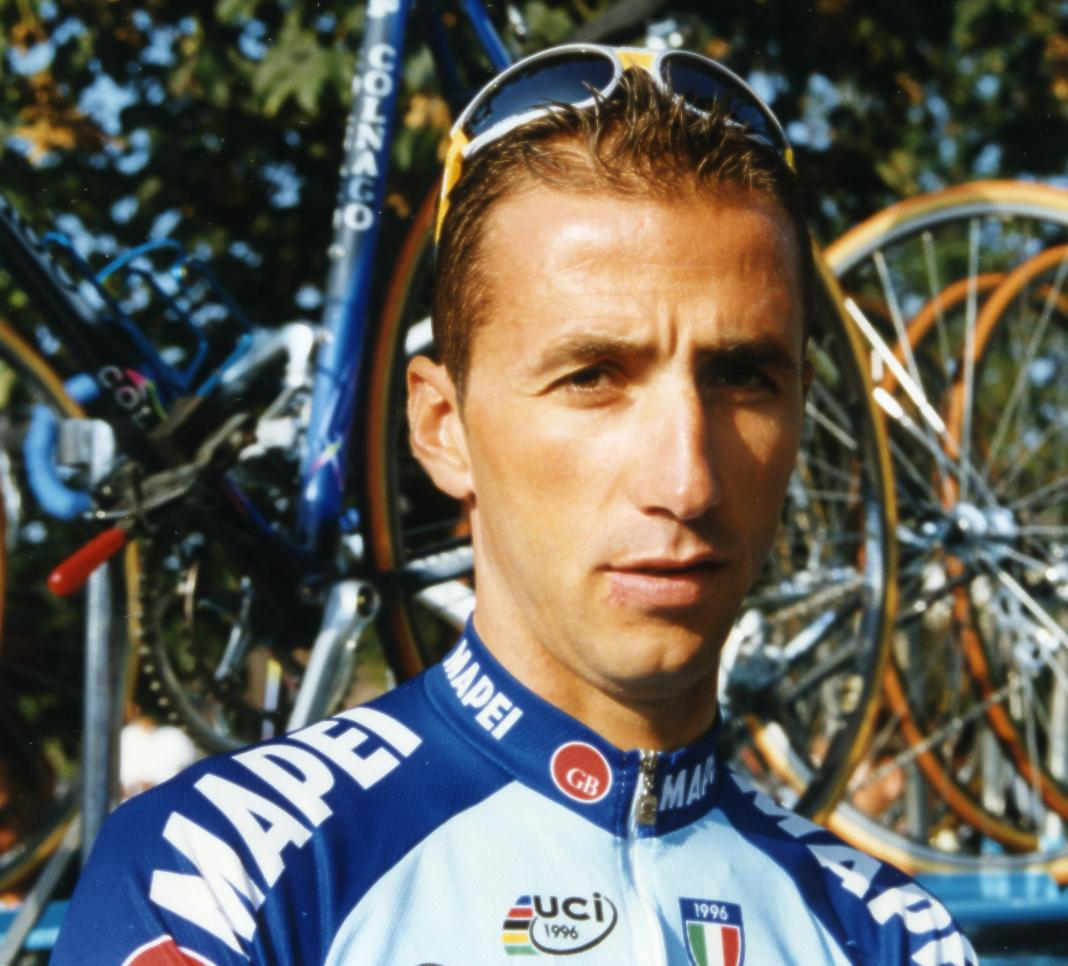
أحد المتسابقين المشاركين في طواف باريس روبيه 1999.

طواف باريس 1999 هو سباق دراجات هوائية أقيم بتاريخ أبريل 11، تكون السباق من مرحلة واحدة، وامتدّ لمسافة 273 كم، وبسرعة 40. 519 كم/س، استغرق السباق 6 ساعات و44 دقيقة و15 ثانية.